# 2 Dywizjon Artylerii Przeciwlotniczej (II RP)
2 Dywizjon Artylerii Przeciwlotniczej (2 daplot) – pododdział artylerii przeciwlotniczej Wojska Polskiego w II Rzeczypospolitej.

## Historia dywizjonu w latach 1924-1939
9 października 1924 roku przy 29 Pułku Artylerii Polowej w Grodnie została sformowana Samodzielna Bateria Artylerii Przeciwlotniczej Nr 2. W lipcu 1926 roku na bazie baterii został sformowany Samodzielny Dywizjon Artylerii Przeciwlotniczej Nr 1. W kwietniu 1929 roku dywizjon został podporządkowany dowódcy 11 Grupy Artylerii. W 1930 roku 1 Samodzielny Dywizjon Artylerii Przeciwlotniczej został przemianowany na 2 Dywizjon Artylerii Przeciwlotniczej. W następnym roku dywizjon został wyłączony ze struktury 29 pap.

## Mobilizacja w 1939 roku
Dywizjon był jednostką mobilizującą. Zgodnie z planem „W” był odpowiedzialny za mobilizację następujących jednostek:
- dowództwo dyonu półstałego artylerii plot. nr 131,
- bateria półstała artylerii plot. 75 mm typ II nr 131,
- bateria półstała artylerii plot. 75 mm typ II nr 132,
- bateria półstała artylerii plot. 75 mm typ II nr 133,
- bateria motorowa artylerii plot. 40 mm typ A nr 20,
- bateria motorowa artylerii plot. 40 mm typ A nr 29,
- bateria motorowa artylerii plot. 40 mm typ B nr 84,
- bateria motorowa artylerii plot. 40 mm typ B nr 94,
- pluton półstały artylerii plot. 40 mm nr 301,
- pluton półstały artylerii plot. 40 mm nr 302.

Wszystkie jednostki był mobilizowane w grupie jednostek oznaczonych kolorem brązowych, podgrupa „2”. Czas mobilizacji poszczególnych jednostek wynosił od 20 do 44 godzin.
23 sierpnia 1939 roku została zarządzona mobilizacja jednostek „brązowych” na terenie Okręgu Korpusu Nr III. Początek mobilizacji został wyznaczony na godz. 6.00 następnego dnia.
Ppor. Jerzy Rybołowicz przeprowadził mobilizację plutonu półstałego artylerii plot. 40 mm nr 301, a następnie przekazał jego dowództwo por. rez. Stanisławowi Maurycemu Fajansowi.
26 sierpnia 1939 roku bateria motorowa artylerii plot. 40 mm typ A nr 20 wyjechała z Grodna transportem kolejowym. Następnego dnia przybyła do Małkini, gdzie otrzymała zadanie obrony przeciwlotniczej mostów na rzece Bug pod Małkinią.

## Żołnierze dywizjonu
| Dowódcy dyonu                              | Dowódcy dyonu       |
| ------------------------------------------ | ------------------- |
| mjr art. Leon Przybytko                    | VII 1926 – IV 1929  |
| kpt. / mjr art. Bronisław Sylwester Górski | IV 1929 – VIII 1939 |

| Obsada personalna Samodzielnego Dywizjonu Artylerii Przeciwlotniczej Nr 1 | Obsada personalna Samodzielnego Dywizjonu Artylerii Przeciwlotniczej Nr 1 | Obsada personalna Samodzielnego Dywizjonu Artylerii Przeciwlotniczej Nr 1 |
| w lipcu 1926 roku                                                         | w lipcu 1926 roku                                                         | w 1928 roku                                                               |
| ------------------------------------------------------------------------- | ------------------------------------------------------------------------- | ------------------------------------------------------------------------- |
| dowódca dyonu                                                             | mjr art. Leon Przybytko                                                   | mjr art. Leon Przybytko (KW)                                              |
| adiutant                                                                  | por. art. Jerzy Czajkowski                                                | por. art. Jerzy Czajkowski (KW)                                           |
| dowódca 1 baterii                                                         | por. art. Roman Niemczyński                                               | kpt. art. Roman Niemczyński (KWx4)                                        |
| oficer młodszy 1 baterii                                                  | por. art. Marian Nawrocki                                                 | por. art. Marian Nawrocki (KW, KZ WLŚr)                                   |
| dowódca 2 baterii                                                         | kpt. art. Marian Ihnatowicz                                               | kpt. art. Marian Ihnatowicz (KW)                                          |
| oficer młodszy 2 baterii                                                  | por. art. Franciszek Tomasz Płaneta                                       | por. art. Franciszek Tomasz Płaneta (KW)                                  |
| dowódca plutonu technicznego                                              | kpt. art. Tomasz Kuśmierek (od I 1927)                                    |                                                                           |
| zastępca dowódcy plutonu technicznego                                     | por. Stanisław Cypryk                                                     | -                                                                         |
| -                                                                         | -                                                                         | por. art. Zygmunt Charlewski (od I 1927)                                  |
| -                                                                         | -                                                                         | por. art. Walenty Miller                                                  |
| -                                                                         | -                                                                         | ppor. art. Czesław Marian Gierałtowski                                    |
| -                                                                         | -                                                                         | ppor. art. Kazimierz de Latour                                            |
| Obsada personalna w marcu 1939 roku                                       | Obsada personalna w marcu 1939 roku                                       | przydziały mobilizacyjne we wrześniu 1939 roku                            |
| dowódca dywizjonu                                                         | mjr Bronisław Sylwester Górski                                            |                                                                           |
| adiutant                                                                  | por. Józef Pepłowski                                                      |                                                                           |
| pomocnik dowódcy ds. gospodarczych                                        | kpt. Jakub Szuprowicz                                                     |                                                                           |
| oficer mobilizacyjny                                                      | kpt. Zygmunt Charlewski                                                   |                                                                           |
| dowódca plutonu łączności                                                 | ppor. Józef Musiał                                                        | dowódca baterii motorowej artylerii plot. 40 mm typ B nr 94               |
| dowódca 1 baterii                                                         | por. Stanisław Kazimierz Horbaczewski                                     | dowódca baterii półstałej artylerii plot. 75 mm typ II nr 131             |
| dowódca plutonu                                                           | ppor. Kazimierz Nosalik                                                   | dowódca baterii motorowej artylerii plot. 40 mm typ B nr 84               |
| dowódca 2 baterii                                                         | kpt. Kazimierz de Latour                                                  | dowódca baterii motorowej artylerii plot. 40 mm typ A nr 29               |
| dowódca plutonu                                                           | ppor. Józef Rybołowicz                                                    | oficer zwiadowczy baterii motorowej artylerii plot. 40 mm typ A nr 29     |
| dowódca 3 baterii                                                         | kpt. Zygmunt Charlewski                                                   |                                                                           |
| dowódca plutonu                                                           | ppor. Władysław Jung                                                      | dowódca baterii półstałej artylerii plot. 75 mm typ II nr 133             |
| dowódca plutonu                                                           | ppor. Edward Cwalina                                                      | dowódca baterii półstałej artylerii plot. 75 mm typ II nr 132             |
| dowódca 4 baterii                                                         | kpt. Bolesław Piotr Borowik                                               | dowódca dyonu półstałego artylerii plot. nr 131                           |
| dowódca plutonu                                                           | ppor. Witold Barancewicz                                                  | dowódca baterii motorowej artylerii plot. 40 mm typ A nr 20               |

### Żołnierze dywizjonu – ofiary zbrodni katyńskiej
Biogramy zamordowanych znajdują się na stronie internetowej Muzeum Katyńskiego
| Nazwisko i imię              | stopień              | zawód           | miejsce pracy przed mobilizacją   | zamordowany |
| ---------------------------- | -------------------- | --------------- | --------------------------------- | ----------- |
| Lober Marian                 | podporucznik rezerwy | abs. SGGW       |                                   | Katyń       |
| Mossakowski Alfred           | podporucznik rezerwy | lekarz          |                                   | Katyń       |
| Piotrowski Franciszek        | podporucznik rezerwy | nauczyciel      | kier. szkoły powszechnej          | Katyń       |
| Skiendzielewski Piotr Konrad | podporucznik rezerwy | handlowiec      | „Węgloblok” w Warszawie           | Katyń       |
| Stawin Michał                | podporucznik rezerwy | nauczyciel, mgr | Gimnazjum S. Batorego w Warszawie | Katyń       |
| Cwalina Edward               | podporucznik rezerwy | urzędnik        |                                   |             |

## Symbole dywizjonu
Sztandar

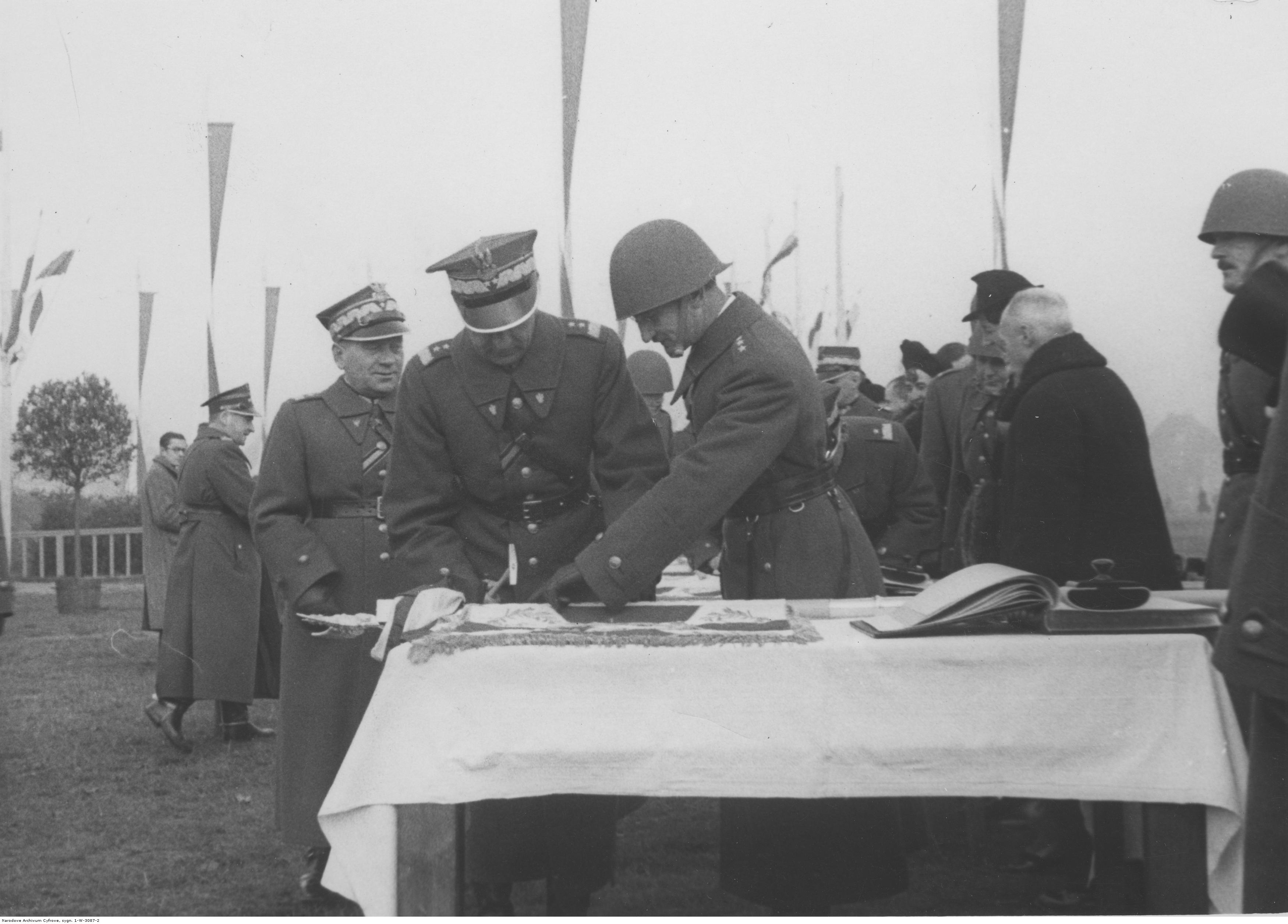
Wręczenie sztandarów dywizjonom artylerii plot - gen. Tadeusz Kasprzycki wbija gwóźdź w drzewce sztandaru

5 maja 1938 roku Minister Spraw Wojskowych zatwierdził wzór sztandaru 2 daplot.

10 listopada 1938 roku na Polu Mokotowskim w Warszawie gen. dyw. Tadeusz Kasprzycki wręczył dywizjonowi sztandar ufundowany przez społeczeństwo Grodna.

Opis sztandaru
Na prawej stronie płatu sztandaru umieszczono w rogach numer dywizjonu według wzoru ustalonego w „Dzienniku Rozkazów Ministerstwa Spraw Wojskowych” nr 6 z 1937., poz. 77. 

Na lewej stronie znajdowały się na tarczach w poszczególnych rogach:
- w prawym górnym - wizerunek Matki Boskiej Ostrobramskiej
- w prawym dolnym - godło miasta Grodna
- w lewym górnym - wizerunek św. Barbary - patronki artylerzystów
- w lewym dolnym - odznaka pamiątkowa 2 dywizjonu artylerii przeciwlotniczej.

Na dolnym ramieniu Krzyża Kawalerskiego wyhaftowany napis „Grodno 20 VII 1926”, upamiętniający datę i miejsce powstania dywizjonu.
Sztandar aktualnie eksponowany jest w Instytucie gen. Sikorskiego w Londynie.
Odznaka pamiątkowa
13 sierpnia 1932 roku Minister Spraw Wojskowych zatwierdził wzór i regulamin odznaki pamiątkowej artylerii przeciwlotniczej.